# Streethouse
Streethouse – wieś w Anglii, w hrabstwie ceremonialnym West Yorkshire, w dystrykcie metropolitalnym Wakefield. Leży 17 km na południowy wschód od miasta Leeds i 256 km na północ od Londynu.